# Augoderia nitidula
Augoderia nitidula är en skalbaggsart som beskrevs av Hermann Burmeister 1847. Augoderia nitidula ingår i släktet Augoderia och familjen Dynastidae. Utöver nominatformen finns också underarten A. n. yungana.